# Patan (Chhattisgarh)
Patan è una suddivisione dell'India, classificata come nagar panchayat, di 8.698 abitanti, situata nel distretto di Durg, nello stato federato del Chhattisgarh. In base al numero di abitanti la città rientra nella classe V (da 5.000 a 9.999 persone).

## Geografia fisica
La città è situata a 21° 1' 60 N e 81° 31' 60 E e ha un'altitudine di 279 m s.l.m..

## Società

### Evoluzione demografica
Al censimento del 2001 la popolazione di Patan assommava a 8.698 persone, delle quali 4.407 maschi e 4.291 femmine. I bambini di età inferiore o uguale ai sei anni assommavano a 1.202, dei quali 599 maschi e 603 femmine. Infine, coloro che erano in grado di saper almeno leggere e scrivere erano 5.943, dei quali 3.406 maschi e 2.537 femmine.